# Alexandru Randa
Alexandru Randa, cunoscut și sub numele Alexander Randa, (n. 1906 – d. 1975, Salzburg, Austria) a fost un istoric legionar.
Tatăl său a fost Maximilian von Randa, colonel din statul major al armatei austro-ungare, iar mama sa Victoria baroneasă de Wildburg.
Randa s-a născut la 22 noiembrie 1906 la Castel, Ocna-Bucovinei; a fost licențiat în drept (1930), licențiat în filosofie (1931); Doctor în Drept de la Cernăuți (1932), Doctor în Filosofie (1937) și doctorand în istoria artelor (Cernăuți). Activ în mișcarea legionară, Alexandru Randa publică în presa legionară iar în Octombrie 1940 el a fost însărcinat cu conducerea și organizarea presei legionare.
Refugiat în exil, Alexandru Randa funcționează ca profesor la Universitatea din Salzburg (Austria) și Director al prestigiosului Institut de Istorie Universală cu sediul în același oraș (1961-1970); Doctor Honoris Causa al Universității din Madrid și membru al Academiei de Istorie a Spaniei (1970); specialist în istoria universală și în problemele Europei de Sud-Est (lucrarea pe care i-a consacrat-o lui Mihai Viteazul, i-a prilejuit punerea in valoare a unor importante izvoare istorice privind istoria Voevodului); a contribuit la "Istoria relațiilor Imperiului habsburgic și ale Casei de Austria cu lumea latino-americană"; coordonator al unei ISTORII UNIVERSALE în mai multe ediții, în cadrul căreia elementele de istorie ale României sunt prezentate pe larg. Alexandru Randa a fost reprezentant diplomatic la Berlin al guvernului legionar de la Viena. A fost arestat și internat în lagărul Reichenau împreună cu alți legionari din zona de ocupație franceză.